# Patricio Melero
Patricio Melero Abaroa (Recoleta, 19 de junio de 1956) es un ingeniero agrónomo y político chileno, militante del partido Unión Demócrata Independiente (UDI), del cual fue su presidente entre 2012 y 2014. Fue diputado de la República por el distrito N.° 8 (correspondiente a Colina, Lampa, Tiltil, Pudahuel, Quilicura, Maipú, Estación Central y Cerrillos), desde marzo de 2018 hasta el 7 de abril de 2021, fecha en que fue designado como ministro del Trabajo y Previsión Social en el segundo gobierno del presidente Sebastián Piñera.
Anteriormente, en sus inicios políticos fue nombrado en 1983 como secretario Nacional de la Juventud, dejando la responsabilidad en 1985, cuando pasó a funcionar como alcalde de la Municipalidad de Pudahuel, designado por la dictadura militar de Augusto Pinochet hasta 1989. Luego, una vez establecido el retorno a la democracia en 1989, postuló a las elecciones parlamentarias de ese año, resultando elegido diputado por el antiguo distrito N.° 16, correspondiente a las comunas de; Colina, Lampa, Tiltil, Pudahuel, y Quilicura (periodo 1990-1994). Se desempeñó en ese cargo durante siete periodos consecutivos hasta 2018.

## Biografía

### Primeros años y familia
Nacido en Santiago de Chile, es hijo de José Manuel Melero Rodríguez (n. 1927), de profesión ingeniero químico y de Beatriz Abaroa Layda (n. 1925). Su hermano, José Manuel Melero fue presidente de la Cámara Nacional de Comercio (CNC), desde marzo de 2018 hasta abril de 2021. Tiene un segundo hermano llamado Cristián, quién ejerce como abogado.
Está casado con la profesora María Alejandrina Donoso Noguera, con quien es padre de dos hijos: Sebastián y Patricio.

### Estudios y vida laboral
Realizó sus estudios básicos y medios en el Saint George's College, egresando en 1973. Finalizada su etapa escolar, ingresó a la Universidad de Chile donde obtuvo el título de ingeniero agrónomo en 1985. Paralelamente, se desempeñó como profesor ayudante del Departamento de Desarrollo Rural de la Facultad de Agronomía de su casa de estudios.

## Trayectoria política

### Inicios y cargos durante la dictadura militar de Pinochet (1977-1989)
En su calidad de dirigente estudiantil de la Universidad de Chile, en 1977 participó en el simbólico encuentro con que la dictadura militar conmemoró el día de la juventud en la cima del Cerro Chacarillas de Santiago, acto que fue presidido por el dictador Augusto Pinochet. Al año siguiente (1978) asumió como vicepresidente de la Federación de Centros de Estudiantes de la Universidad de Chile (FECECh).
Empezó su vida política en 1981 militando en el Frente Juvenil de Unidad Nacional (FJUN), del cual fue vicepresidente. En 1985 fue nombrado secretario nacional de la Secretaría Nacional de la Juventud (SNJ). En su cargo, Melero fue acusado de informar a las autoridades de alumnos y profesores opositores a la Dictadura militar, con fin de que la Central Nacional de Informaciones (CNI) tomara las medidas que estimaran. El 15 de septiembre de ese mismo año fue designado por el régimen de Augusto Pinochet como alcalde de Pudahuel, cargo que ejerció hasta el 17 de julio de 1989.

### Militancia en la UDI y diputado (1989-2021)

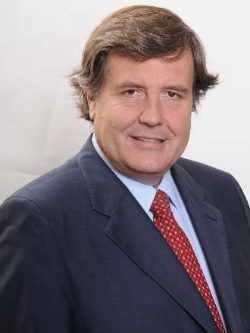
Melero como diputado en marzo de 2010.

A fines de 1989 se incorporó al partido Unión Demócrata Independiente (UDI). Ese mismo año se presentó a las elecciones parlamentarias, obteniendo un asiento en el Congreso Nacional como diputado por el distrito N.° 16, correspondiente a las comunas de Colina, Lampa, Pudahuel, Quilicura y Tiltil, por el periodo 1990-1994. Durante su gestión, participó en las comisiones de Salud; Régimen Interno, Administración y Reglamento; y Agricultura, Desarrollo Rural y Marítimo, la que presidió. Junto con las comisiones especiales investigadoras del Mercado Farmacéutico; y sobre las Uvas Envenenadas.
Entre el 21 de diciembre de 1992 y el 18 de agosto de 1993, asumió como segundo vicepresidente de la Cámara de Diputados.
En las elecciones de diciembre de 1993, obtuvo su reelección por el mismo distrito (período legislativo 1994-1998). Se mantuvo en las comisiones de Salud; y de Agricultura, Desarrollo Rural y Marítimo. Fue además, jefe de la bancada de la UDI en 1996.
Para las elecciones parlamentarias de diciembre de 1997, mantuvo su escaño resultando reelecto por el mismo distrito, para el periodo 1998-2002. Fue miembro de las comisiones de Agricultura, Silvicultura y Pesca; y de Salud.
En diciembre de 2001, logró su cuarta reelección por su mismo distrito, para el período legislativo 2002-2006. Fue miembro de las comisiones de Salud; y Pesca, Acuicultura e Intereses Marítimos. Junto con la Comisión Especial que establecía beneficios para los discapacitados; y las investigadoras sobre el accionar de la Dirección del Trabajo; y la del «Plan Transantiago». Partidariamente, en abril de 2003, fue electo secretario general de la UDI. En mayo de 2004 fue uno de los diputados que se manifestó en contra de la campaña para prevenir el Sida en Chile que lideró el diario de La Nación al entregar condones gratis. “Es una acción que induce a hacer creer a la población de que basta usar el preservativo para estar prevenido del Sida”, dijo Melero en Radio Cooperativa.
En noviembre de 2005, obtuvo su quinta reelección por el mismo distrito, por el período 2006-2010. Integró las comisiones de Salud; Trabajo y Seguridad Social; y de Pesca, Acuicultura e Intereses Marítimos.
En noviembre de 2009, mantuvo su escaño en la Cámara por el distrito N.º 16, para el período 2010-2014. En este periodo legislativo fue integrante de las comisiones permanentes de Salud; y de Pesca, Acuicultura e Intereses Marítimos. Junto con la comisión especial del adulto mayor. En ese periodo también funcionó como jefe de la bancada de la UDI desde enero de 2010 hasta enero de 2011.
Desde el 15 de marzo de 2011 al 20 de marzo de 2012, fue presidente de la Cámara de Diputados. Participó activamente en las celebraciones del Bicentenario del Congreso Nacional y creó el concurso estudiantil «O'Higgins Diputado», destinado a recrear el Primer Congreso Nacional desde la perspectiva del prócer patrio Bernardo O'Higgins Riquelme. Presidió su partido UDI entre 2012 y 2014, bajo José Antonio Kast como secretario general. En mayo de ese último año lo sucedió el diputado Ernesto Silva Méndez.
En las elecciones de noviembre de 2013, es reelecto como diputado por el mismo distrito por séptima vez, para el periodo legislativo 2014-2018. Fue integrante de las comisiones permanentes de Hacienda; Trabajo y Seguridad Social; Revisora de Cuentas; y Especial Mixta de Presupuestos.
En noviembre de 2017, es electo diputado, por el nuevo distrito 8 de la Región Metropolitana de Santiago, al interior del pacto «Chile Vamos», por el período legislativo 2018-2022. Asumió el cargo el 11 de marzo de 2018 y pasó a integrar las comisiones permanentes de Hacienda; de Trabajo y Seguridad Social; Revisora de Cuentas; y Ética y Transparencia.
Asimismo, perteneció a las comisiones especiales investigadoras (CEI) sobre: Actuación de organismos públicos en la fiscalización de inversiones de AFP; y Operaciones financieras entre Bancard Inversiones Ltda. y empresas en paraísos fiscales. Fue miembro del Grupo Interparlamentario chileno-chino, chileno-español, chileno-noruego y, chileno-palestino. Formó parte del Comité parlamentario de la Unión Demócrata Independiente.
Melero fue junto a José Miguel Ortiz (PDC) y René Manuel García (RN), el diputado que más ha estado en dicho cargo de la historia de Chile, con 31 años seguidos.

### Ministro del Trabajo y Previsión Social (2021-2022)

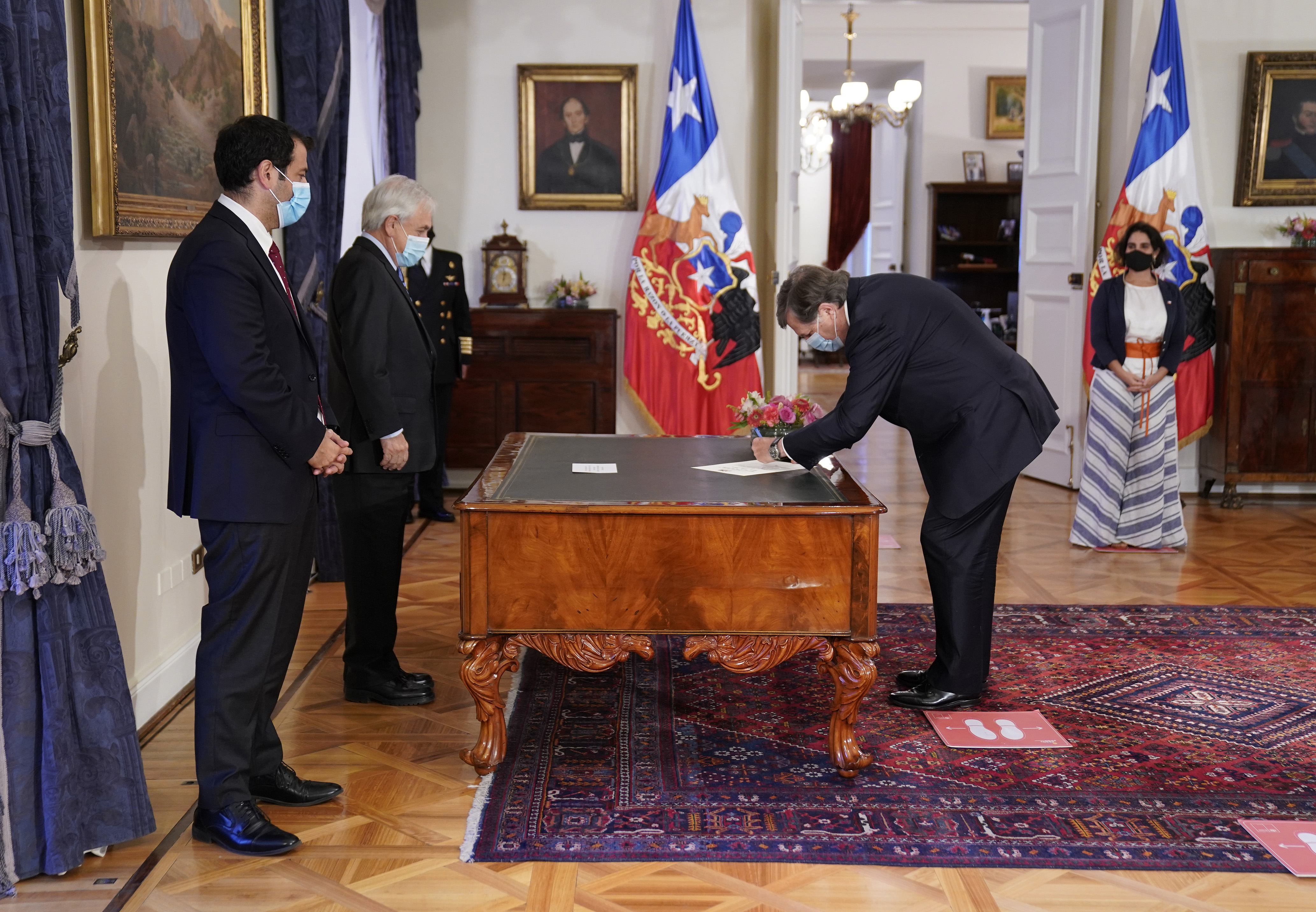
Patricio Melero jurando en su nombramiento como ministro del Trabajo.

Terminó anticipadamente su periodo parlamentario, al ser designado el 7 de abril de 2021, como ministro del Trabajo y Previsión Social, dentro del marco del segundo gobierno de Sebastián Piñera. Su partido UDI, seleccionó para ocupar su escaño en la Cámara de Diputados a Cristián Labbé Martínez, hijo del exmilitar Cristián Labbé.

## Historial electoral

### Elecciones parlamentarias de 1989
- Elecciones parlamentarias de 1989 a Diputado por el distrito 16 (Colina, Lampa, Tiltil, Pudahuel, y Quilicura)[14]

### Elecciones parlamentarias de 1993
- Elecciones parlamentarias de 1993 a Diputado por el distrito 16 (Colina, Lampa, Tiltil, Pudahuel, y Quilicura)[15]

### Elecciones parlamentarias de 1997
- Elecciones parlamentarias de 1997 a Diputado por el distrito 16 (Colina, Lampa, Tiltil, Pudahuel, y Quilicura)[16]

### Elecciones parlamentarias de 2001
- Elecciones parlamentarias de 2001 a Diputado por el distrito 16 (Colina, Lampa, Tiltil, Pudahuel, y Quilicura)[17]

### Elecciones parlamentarias de 2005
- Elecciones parlamentarias de 2005 a Diputado por el distrito 16 (Colina, Lampa, Tiltil, Pudahuel y Quilicura) [18]

### Elecciones parlamentarias de 2009
- Elecciones parlamentarias de 2009 a Diputado por el distrito 16 (Colina, Lampa, Tiltil, Pudahuel y Quilicura) [19]

### Elecciones parlamentarias de 2013
- Elecciones parlamentarias de 2013 a Diputado por el distrito 16 (Colina, Lampa, Tiltil, Pudahuel y Quilicura)[20]

### Elecciones parlamentarias de 2017
- Elecciones parlamentarias de 2017 a Diputado por el distrito 8 (Cerrillos, Colina, Estación Central, Lampa, Maipú, Til Til, Pudahuel y Quilicura)[21]